# 2012年国家领导人列表

## 非洲
| 國家           | 稱號                     | 元首                                                             | 在位時間                    | 備注 |
| -------------- | ------------------------ | ---------------------------------------------------------------- | --------------------------- | ---- |
| 阿尔及利亚     | 总统                     | （Abdelaziz Bouteflika）                                         | 1999年－                    |      |
|                | 总理                     | 艾哈迈德·奥亚希亚（Ahmed Ouyahia）                               | 2008年－2012年              |      |
|                | 总理                     | 阿卜杜勒-马利克·塞拉勒                                           | 2012年-                     |      |
| 安哥拉         | 总统                     | （José Eduardo dos Santos                                        | 1979年－                    |      |
|                | 總理                     | 保罗·卡索马                                                      | 2008年－                    |      |
| 贝宁           | 总统                     | 亚伊·博尼（Yayi Boni）                                           | 2006年－                    |      |
| 博茨瓦纳       | 总统                     | 伊恩·卡马（Ian Khama）                                           | 2008年－                    |      |
| 布基纳法索     | 总统                     | 布莱兹·孔波雷（Blaise Compaoré）                                 | 1987年－                    |      |
|                | 总理                     | 吕克-阿道夫·蒂奥（Luc-Adolphe Tiao）                             | 2011年－                    |      |
| 布隆迪         | 总统                     | 皮埃尔·恩库伦齐扎（Pierre Nkurunziza）                           | 2005年－                    |      |
| 喀麦隆         | 总统                     | 保罗·比亚（Paul Biya）                                           | 1982年－                    |      |
|                | 总理                     | 菲利蒙·杨（Philemon Yang）                                       | 2009年－                    |      |
| 佛得角         | 总统                     | 豪尔赫·卡洛斯·丰塞卡（Jorge Carlos Fonseca）                     | 2011年－                    |      |
|                | 总理                     | 若泽·马里亚·内维斯（José Maria Neves）                           | 2001年－                    |      |
| 中非共和国     | 总统                     | 弗朗索瓦·博齐泽（François Bozizé）                               | 2003年－                    |      |
|                | 总理                     | 福斯坦-阿尔尚热·图瓦德拉（Faustin-Archange Touadéra）            | 2008年－                    |      |
| 乍得           | 总统                     | 伊德里斯·德比（Idriss Déby）                                     | 1990年－                    |      |
|                | 总理                     | 艾玛纽埃尔·奈丁加尔（Emmanuel Nadingar）                         | 2010年－                    |      |
| 科摩罗         | 总统                     | 伊基利卢·杜瓦尼纳（Ikililou Dhoinine）                           | 2011年－                    |      |
| 刚果民主共和国 | 总统                     | 约瑟夫·卡比拉（Joseph Kabila）                                   | 2001年－                    |      |
|                | 总理                     | 阿道尔夫·穆基杜 （Adolphe Muzito）                               | 2008年－                    |      |
| 刚果共和国     | 总统                     | 德尼·萨索·恩格索（Denis Sassou Nguesso）                         | 1997年－                    |      |
|                | 总理                     | 伊西多尔·姆武巴（Isidore Mvouba）                                | 2005年－                    |      |
| 科特迪瓦       | 总统                     | 阿拉萨内·瓦塔拉（Alassane Ouattara）                             | 2000年－                    |      |
|                | 总理                     | 纪尧姆·索罗（Guillaume Soro）                                    | 2007年－                    |      |
| 吉布堤         | 总统                     | 伊斯梅尔·奥马尔·盖莱（Ismail Omar Guelleh）                      | 1999年－                    |      |
|                | 总理                     | 迪莱塔·穆罕默德·迪莱塔（Dileita Mohamed Dileita）                | 2001年－                    |      |
| 赤道几内亚     | 总统                     | 特奥多罗·奥比昂·恩圭马·姆巴索戈（Teodoro Obiang Nguema Mbasogo） | 1979年－                    |      |
|                | 总理                     | 伊格纳西奥·米拉姆·坦恩（Ignacio Milam Tang）                     | 2008年－                    |      |
| 厄立特里亚     | 总统                     | 伊萨亚斯·阿费沃尔基（Isaias Afwerki）                            | 1993年－                    |      |
| 埃塞俄比亚     | 总统                     | 吉尔马·沃尔德-乔治斯（Girma Wolde-Giorgis）                      | 2001年－                    |      |
|                | 总理                     | 梅莱斯·泽纳维（Meles Zenawi）                                    | 1995年－                    |      |
| 埃及           | 武裝部隊最高委員會主席   | 穆罕默德·海珊·坦塔維（Mohamed Hussein Tantawi Soliman）          | 2011年－2012年              |      |
|                | 总统                     | 穆罕默德·穆尔西（Muhammad Morsi）                                | 2012年6月30日－2013年7月3日 |      |
| 加蓬           | 总统                     | 罗斯·弗兰西娜·罗贡贝（Rose Francine Rogombé）                    | 2009年                      |      |
|                | 总理                     | 让·埃耶格·恩东（Jean Eyeghe Ndong）                              | 2006年－                    |      |
| 冈比亚         | 总统                     | 叶海亚·贾梅（Yahya Jammeh）                                      | 1994年－                    |      |
| 加纳           | 总统                     | 约翰·阿塔·米尔斯（John Atta Mills）                              | 2009年－                    |      |
| 几内亚         | 国家民主和发展委员会主席 | 穆萨·达迪斯·卡马拉（Moussa Dadis Camara）                        | 2008年－                    |      |
|                | 总理                     | 卡比内·科马拉（Kabine Komara）                                   | 2009年－                    |      |
| 几内亚比绍     | 总统                     | 马兰·巴卡伊·萨尼亚（Malam Bacai Sanhá）                          | 2009年－                    |      |
|                | 总理                     | 卡洛斯·戈梅斯·茹尼奥尔（Carlos Gomes Júnior）                    | 2009年－                    |      |

- 肯尼亚
  - 总统：姆瓦伊·基巴基（Mwai Kibaki）（2002年－）
  - 总理：拉伊拉·奥廷加（Raila Odinga）（2008年－）
- 莱索托
  - 国王：莱齐三世（Letsie III）（1996年－）
  - 首相：帕卡利塔·莫西西利（Pakalitha Mosisili）（1998年－）
- 利比里亚
  - 总统：埃伦·约翰逊-瑟利夫（Ellen Johnson-Sirleaf）（2006年－）
- 利比亚
  - 利比亚全国过渡委员会主席：穆斯塔法·阿卜杜勒·贾利勒（Abud Al Jeleil）（2011年－）
- 马达加斯加
  - 总统：安德里·拉乔利纳（Andry Nirina Rajoelina）（2009年—）
  - 总理：夏尔·拉贝马南贾拉（Charles Rabemananjara）（2007年－）
- 马拉维
  - 总统：宾古·瓦·穆塔里卡（Bingu wa Mutharika）（2004年－）
- 马里
  - 总统：阿马杜·图马尼·杜尔（Amadou Toumani Touré）（2002年－）
  - 总理：莫迪博·西迪贝（Modibo Sidibé）（2007年－）
- 毛里塔尼亚
  - 总统：穆罕默德·乌尔德·阿卜杜勒·阿齐兹（Mohamed Ould Abdel Aziz）（2008年－）
  - 总理：穆拉耶·乌尔德·穆罕默德·拉格达夫（Moulaye Ould Mohamed Laghdaf）（2008年－）
- 毛里求斯
  - 总统：阿内罗德·贾格纳特（Anerood Jugnauth）（2003年－）
  - 总理：纳温·拉姆古兰（Navin Ramgoolam）（2005年－）
- 摩洛哥
  - 君主：穆罕默德六世（Mohammed VI）（1999年－）
  - 首相：阿巴斯·法西（Abbas El Fassi）（2007年－）
- 莫桑比克
  - 总统：阿曼多·格布扎（Armando Guebuza）（2005年－）
  - 总理：路易莎·迪奥戈（Luisa Diogo）（2004年－）
- 纳米比亚
  - 总统：希菲凯普涅·波汉巴（Hifikepunye Pohamba）（2005年－）
  - 总理：纳哈斯·安古拉（Nahas Angula）（2005年－）
- 尼日尔
  - 总统：坦贾·马马杜（Tandja Mamadou）（1999年－）
  - 总理：赛义尼·奥马鲁（Seyni Oumarou）（2007年－）
- 尼日利亚
  - 总统：奥马鲁·亚拉杜瓦（Umaru Musa Yar'Adua）（2007年－）
- 卢旺达
  - 总统：保罗·卡加梅（Paul Kagame）（2000年－）
  - 总理：贝尔纳·马库扎（Bernard Makuza）（2000年－）
- 圣多美和普林西比
  - 总统：弗拉迪克·德梅内塞斯（Fradique de Menezes）（2001年－）
  - 总理：若阿金·拉斐尔·布兰科（Joaquim Rafael Branco）（2008年－）
- 塞內加尔
  - 总统：阿卜杜拉耶·瓦德（Abdoulaye Wade）（2000年－）
  - 总理：谢赫·哈吉布·苏马雷（Cheikh Hadjibou Soumaré）（2007年－）
- 塞舌尔
  - 总统：詹姆斯·米歇尔（James Michel）（2004年－）
- 塞拉利昂
  - 总统：欧内斯特·巴伊·科罗马（Ernest Bai Koroma）（2007年－）
- 索马里
  - 总统：阿丹·穆罕默德·努尔·马多贝（Adan Mohamed Nuur Madobe）（2008年－）
  - 总理：努尔·哈桑·侯赛因（Nur Hassan Hussein）（2007年－）
- 南非
  - 总统：雅各布·祖玛（Jacob Gedleyihlekisa Zuma）（2009年—）
- 苏丹
  - 总统：奥马尔·贝希尔（Omar al-Bashir）（1989年－）
- 斯威士兰
  - 君主：姆斯瓦蒂三世（Mswati III）（1986年－）
  - 首相：滕巴·德拉米尼（Themba Dlamini）（2003年－）
- 坦桑尼亚
  - 总统：贾卡亚·基奎特（Jakaya Kikwete）（2005年－）
  - 总理：迈曾戈·平达（Mizengo Pinda）（2008年－）
- 多哥
  - 总统：福雷·纳辛贝（Faure Gnassingbé）（2005年－）
  - 总理：吉尔贝·宏博（Gilbert Houngbo）（2008年－）
- 突尼斯
  - 总统：齐纳·阿比丁·本·阿里（Zine El Abidine Ben Ali）（1987年－2011年）
  - 总理：穆罕默德·盖努希（Mohamed Ghannouchi）（1999年－）
- 乌干达
  - 总统：约韦里·穆塞韦尼（Yoweri Museveni）（1986年－）
  - 总理：阿波罗·恩西班比（Apolo Nsibambi）（1999年－）
- 西撒哈拉
  - 总统：穆罕默德·阿卜杜勒-阿齐兹（Mohammed Abdelaziz）（1976年－）
  - 总理：阿卜杜勒-卡德尔·塔利布·奥马尔（Abdelkader Taleb Oumar）（2003年－）
- 赞比亚
  - 总统：鲁皮亚·班达（Rupiah Banda）（2008年－）
- 津巴布韦
  - 总统：罗伯特·穆加贝（Robert Mugabe）（1987年－）
  - 总理：摩根·茨万吉拉伊（Morgan Tsvangirai）（2008年－）

## 亚洲
- 阿富汗 
  - 总统：哈米德·卡尔扎伊（Hamid Karzai）（2001年－）
- 孟加拉国
  - 总统：伊阿久丁·艾哈迈德（Iajuddin Ahmed）（2002年－）
  - 总理：谢赫·哈西娜（Sheikh Hasina）（2009年－）
- 不丹
  - 国王：吉格梅·凯撒·纳姆加尔·旺楚克（Jigme Khesar Namgyal Wangchuck）（2006年－）
  - 首相：吉格梅·廷里（Jigme Thinley）（2008年－）
- 文莱
  - 苏丹：哈桑纳尔·博尔基亚（Hassanal Bolkiah）（1967年－）
- 柬埔寨
  - 国王：诺罗敦·西哈莫尼（Norodom Sihamoni）（2004年－）
  - 首相：（Hun Sen）（1985年－）
- 中华人民共和国:
  - 中共中央总书记
    - 胡锦涛（2002年－2012年11月15日）
    - 习近平（2012年11月15日－现今）

  - 国家主席：胡锦涛（2003年－2013年）
  - 中央军事委员会主席：胡锦涛（2005年－2013年）
  - 国务院总理：温家宝（2003年－2013年）
- 中華民國:
  - 總統：馬英九（2008年－）
  - 行政院院長：陳冲（2012年2月6日－2013年2月17日）
- 东帝汶
  - 总统：若泽·拉莫斯·奥尔塔（José Ramos Horta）（2007年－）
  - 总理：沙纳纳·古斯芒（Xanana Gusmão）（2007年－）
- 印度
  - 总统：普拉蒂巴·帕蒂尔（Pratibha Patil）（2007年－2012年）
  - 总理：曼莫汉·辛格（Manmohan Singh）（2004年－）
- 印度尼西亚
  - 总统：（Susilo Bambang Yudhoyono）（2004年－）
- 日本
  - 天皇：明仁天皇（Akihito）（1989年－）
  - 內閣總理大臣：
    - 野田佳彦（Noda Yoshihiko）（2011年－2012年）
    - 安倍晉三（Abe Shinzō）（2012年－）
- 哈萨克斯坦
  - 总统：努尔苏丹·纳扎尔巴耶夫（Nursultan Nazarbayev）（1991年－）
  - 总理：卡里姆·马西莫夫（Karim Masimov）（2007年－）
- 朝鲜
  - 最高领导人：金正恩（Gim Jeong-un）（2011年－）
  - 最高人民议会常任委员长：金永南（Kim Yong-nam）（1998年－）
  - 内阁总理：崔永林（Choe Yong-rim）（2010年－）
- 韩国
  - 总统：李明博（Lee Myung Bak）（2008年－2013年）
  - 国务总理：金滉植（Kim Hwang-sik）（2011年－2013年）
- 吉尔吉斯斯坦
  - 总统：库尔曼别克·巴基耶夫（Kurmanbek Bakiyev）（2005年－）
  - 总理：伊戈尔·丘季诺夫（Igor Chudinov）（2007年－）
- 老挝
  - 老挝人革党中央总书记：朱马利·赛雅贡（Choummaly Sayasone）（2006年－）
  - 国家主席：朱马利·赛雅贡（Choummaly Sayasone）（2006年－）
  - 政府总理：通邢·塔马冯（Thongsing Thammavong）（2010年－）
- 马来西亚
  - 最高元首：端姑米占·再纳·阿比丁（Tuanku Mizan Zainal Abidin）（2006年－）
  - 首相：拿督斯里纳吉·阿都拉萨（2009年－）
- 马尔代夫
  - 总统：
    - 穆罕默德·纳希德（Mohamed Nasheed）（2008年－2012年）
    - 穆罕默德·瓦希德·哈桑（Mohammed Waheed Hassan）（2012年－）
- 蒙古
  - 总统：查希亚·额勒贝格道尔吉（Tsakhiagiin Elbegdorj）（2009年－）
  - 总理：
    - 苏赫巴托尔·巴特包勒德（Sükhbaataryn Batbold）（2009年－2012年）
    - 诺罗布·阿勒坦呼亚格（Norovyn Altankhuyag）（2012年－）
- 缅甸
  - 总统：吳登盛（Thein Sein）（2011年－）
- 尼泊尔
  - 总统：拉姆·巴兰·亚达夫（Ram Baran Yadav）（2008年－）
  - 总理：巴布拉姆·巴特拉伊（Baburam Bhattarai）（2011年－2013年）
- 巴基斯坦 -
  - 总统：阿西夫·阿里·扎尔达里（Asif Ali Zardari）（2008年－）
  - 总理：
    - 优素福·拉扎·吉拉尼（Yousaf Raza Gillani）（2008年－2012年）
    - 拉贾·佩尔韦兹·阿什拉夫（Raja Pervaiz Ashraf）（2012年－2013年）
- 菲律宾
  - 总统：贝尼格诺·阿基诺（Benigno Aquino III）（2010年－）
- 新加坡
  - 总统：陈庆炎（Tony Tan Keng Yam）（2011年－）
  - 总理：李显龙（Lee Hsien Loong）（2004年－）
- 斯里兰卡
  - 总统：马欣达·拉贾帕克萨（Mahinda Rajapakse）（2005年－）
  - 总理：拉特纳西里·维尔勒马纳亚克（Ratnasiri Wickremanayake）（2005年－）
- 塔吉克斯坦
  - 总统：埃莫马利·拉赫蒙（Emomali Rahmon）（1992年－）
  - 总理：阿基勒·阿基洛夫（Akil Akilov）（1999年－）
- 泰国
  - 国王：普密蓬·阿杜德（Bhumibol Adulyadej）（1946年－）
  - 总理：英祿·西那瓦（Yingluck Shinawatra）（2011年－）
- 土库曼斯坦
  - 总统：古尔班古雷·别尔德穆罕默多夫（Gurbanguly Berdimuhammedow）（2006年－）
- 乌兹別克斯坦
  - 总统：伊斯拉姆·卡里莫夫（Islam Karimov）（1991年－）
  - 总理：沙夫卡特·米尔季约耶夫（Shavkat Mirziyayev）（2003年－）
- 越南
  - 越共中央总书记：阮富仲（Nguyen Phu Trong）（2011年－）
  - 国家主席：张晋创（Truong Tan Sang）（2011年－）
  - 政府总理：阮晋勇（Nguyen Tan Dung）（2006年－）

## 欧洲
- 阿尔巴尼亚
  - 总统：巴米尔·托皮（Bamir Topi）（2007年－）
  - 总理：萨利·贝里沙（Sali Berisha）（2005年－）
- 安道尔
  - 大公：
    - 法国总统：
      1. 尼古拉·萨科齐（Nicolas Sarkozy）（2007年－2012年）
      2. 法蘭索瓦·歐蘭德（François Hollande）（2012年－）

    - 西班牙乌赫尔地方主教：霍安·恩里克·比韦斯·西西利亚（Joan Enric Vives Sicília）（2003年－）

  - 首相：阿尔韦特·平塔特（Albert Pintat）（2005年－）
- 亚美尼亚
  - 总统：谢尔日·萨尔格相（Serzh Sargsyan）（2008年－）
  - 总理：季格兰·萨尔基相（Tigran Sarkisyan）（2008年－）
- 奧地利
  - 总统：海因茨·菲舍尔（Heinz Fischer）（2004年－）
  - 总理：维尔纳·法伊曼（Werner Faymann）（2008年－）
- 阿塞拜疆
  - 总统：伊利哈姆·阿利耶夫（Ilham Aliyev）（2003年－）
  - 总理：阿图尔·拉西扎德（Artur Rasizade）（2003年－）
- 白俄罗斯
  - 总统：亚历山大·卢卡申科（Aleksandr Lukashenko）（1994年－）
  - 总理：谢尔盖·西多尔斯基（Sergey Sidorsky）（2003年－）
- 比利时
  - 国王：阿尔贝二世（Albert II）（1993年－）
  - 首相：埃利奥·迪吕波（Elio Di Rupo）（2011年－）
- 波斯尼亚和黑塞哥维那
  - 主席团：
    - 塞族成员：内博伊沙·拉德曼诺维奇（Nebojša Radmanović）（2006年－）
    - 波族成员：哈里斯·西拉伊季奇（Haris Silajdžić）（2006年－）
    - 克族成员：热利科·科姆希奇（Željko Komšić）（2006年－）

  - 部长会议主席：尼古拉·什皮里奇（Nikola Špirić）（2007年－）
- 保加利亚
  - 总统：罗森·普列夫内利耶夫（Rosen Asenov Plevneliev）（2012年－）
  - 部长会议主席：博伊科·鲍里索夫（Boyko Metodiev Borisov）（2009年－2013年）
- 克罗地亚
  - 总统：伊沃·約西波維奇（Ivo Josipović）（2010年－）
  - 总理：佐兰·米拉诺维奇（Zoran Milanović）（2011年－）
- 捷克
  - 总统：瓦茨拉夫·克劳斯（Václav Klaus）（2003年－2013年）
  - 总理：彼得·内恰斯（Petr Nečas）（2010年－2013年）
- 塞浦路斯
  - 总统：季米特里斯·赫里斯托菲亚斯（Dimitris Christofias）（2008年－2013年）
- 丹麦
  - 君主：玛格丽特二世（Margrethe II）（1972年－）
  - 首相：赫勒·托寧-施密特（AHelle Thorning-Schmidt）（2011年－）
- 英國
  - 君主：伊莉莎白二世（Queen Elizabeth II）（1952年－）
  - 首相：大衛·卡麥隆（David Cameron）（2010年－）
- 意大利
  - 总统：乔治·纳波利塔诺（Giorgio Napolitano）（2006年－）
  - 总理：马里奥·蒙蒂 （Mario Monti）（2011年－2013年）
- 俄罗斯
  - 总统：弗拉基米尔·弗拉基米罗维奇·普京（Vladimir Putin）（2012年－）
  - 总理：德米特里·阿纳托利耶维奇·梅德韦杰夫（Dmitry Medvedev）（2012年－）
- 土耳其
  - 总统：阿卜杜拉·居尔（Abdullah Gül）（2007年－）
  - 总理：雷杰普·塔伊普·埃尔多安（Recep Tayyip Erdoğan）（2003年－）
- 法国
  - 总统：
    1. 尼古拉·萨科齐（Nicolas Sarkozy）（2007年－2012年）
    2. 法蘭索瓦·歐蘭德（François Hollande）（2012年－）

  - 总理：
    1. 弗朗索瓦·菲永（François Fillon）（2007年－2012年）
    2. 让-马克·埃罗（Jean-Marc Ayrault）（2012年－）
- 德国
  - 总统：
    1. 克里斯蒂安·武尔夫（Christian Wulff）（2010年－2012年）
    2. 约阿希姆·高克（Joachim Gauck）（2012年－）

  - 总理：安格拉·默克尔（Angela Dorothea Merkel）（2005年－）
- 匈牙利：
  - 总统：阿戴尔·亚诺什（Áder János）（2012年－）
  - 总理：奧班·維克多 （Viktor Orbán）（2010年－）

## 美洲
- 美国
  - 总统：贝拉克·奥巴马（Barack Hussein Obama II）（2009年－）
  - 副总统：乔·拜登（Joe Biden）（2009年－）
- 加拿大
  - 总理：史蒂芬·哈珀（Stephen Joseph Harper）（2006年－）
- 墨西哥
  - 总统：
    1. 费利佩·卡尔德龙（Felipe de Jesús Calderón Hinojosa）（2006年－2012年）
    2. 恩里克·佩尼亚·涅托（Enrique Peña Nieto）（2012年－）
- 瓜地馬拉
  - 总统：奥托·佩雷斯·莫利纳（Otto Fernando Pérez Molina）（2012年－）
- 尼加拉瓜
  - 总统：丹尼尔·奥尔特加（Jose Daniel Ortega Saavedra）（2007年－）
- 哥斯達黎加
  - 总统：劳拉·钦奇利亚（Laura Chinchilla）（2010年－）
- 巴拿馬
  - 总统：里卡多·马蒂内利（Ricardo Martinelli）（2009年－）
- 玻利维亚
  - 总统：埃沃·莫拉莱斯（Evo Morales）（2006年－）
- 巴西
  - 总统：迪爾瑪·羅塞夫（Dilma Vana Rousseff）（2011年－）
- 智利
  - 总统：塞巴斯蒂安·皮涅拉（Miguel Juan Sebastián Piñera Echenique）（2010年－）
- 哥伦比亚
  - 总统：胡安·曼努埃尔·桑托斯（Juan Manuel Santos Calderón）（2010年－）
- 厄瓜多尔
  - 总统：拉斐尔·科雷亚（Rafael Correa）（2007年－）
- 圭亚那
  - 总统：巴拉特·贾格迪奥（Bharrat Jagdeo）（1999年－）
  - 总理：萨姆·海因兹（Sam Hinds）（1999年－）
- 巴拉圭
  - 总统：
    1. 费尔南多·卢戈（Fernando Lugo）（2008年－2012年）
    2. 费德里科·弗朗哥（Luis Federico Franco Gómez）（2012年－2013年）
- 秘鲁
  - 总统：奥良塔·乌马拉（Ollanta Moisés Humala Tasso）（2011年－）
  - 总理：
- 苏里南
  - 总统：罗纳德·韦内蒂安（Ronald Venetiaan）（2000年－）
- 乌拉圭
  - 总统：何塞·穆希卡（José Alberto Mujica Cordano）（2010年－）
- 委内瑞拉
  - 总统：乌戈·查韦斯（Hugo Chávez）（1999年－2013年）